# Mercy Malaysia
La Persatuan Bantuan Perubatan Malaysia (in inglese: Malaysian Medical Relief Society) ma oggi conosciuta come Mercy Malaysia è una organizzazione non governativa internazionale malese con sede a Kuala Lumpur che si prefigge lo scopo di portare soccorso sanitario ed assistenza medica nelle zone del mondo in cui vi sia una amergenza sanitaria determinata da stati di guerra o da catastrofi naturali. È patrocinata da Sua Altezza Reale il Sultano di Perak Darul Ridzuan, Raja Nazrin Shah.
L'organizzazione fu fondata nel 1999 durante la sanguinosa guerra del Kosovo quando la dottoressa malese Jemilah Mahmood, ginecologa e ostetrica, desiderosa di portare il proprio aiuto alle popolazioni vittime di quella guerra, soprattutto femminili, decise insieme a un piccolo gruppo di amici e colleghi di fondare la Malaysian Medical Relief Society -oggi Mercy Malaysia-: la prima missione in Kosovo fu nel giugno 1999.